# Gadella molokaiensis
Gadella molokaiensis är en fiskart som beskrevs av Paulin, 1989. Gadella molokaiensis ingår i släktet Gadella och familjen Moridae. Inga underarter finns listade i Catalogue of Life.